# Maciej Dercz
Maciej Dercz (ur. 16 sierpnia 1963 w Kutnie) – polski prawnik, doktor nauk prawnych, specjalizujący się w zagadnieniach prawa ochrony zdrowia oraz administracji publicznej, radca prawny.

## Życiorys
W 1987 roku ukończył studia prawnicze na Wydziale Prawa i Administracji Uniwersytetu Łódzkiego. W 2004 roku uzyskał stopień doktora nauk prawnych. Uzyskał uprawnienia sędziego (1992) oraz radcy prawnego (1993).
W latach 1990–1994 pełnił funkcję zastępcy prezydenta Kutna oraz wiceprzewodniczącego Sejmiku Samorządowego Województwa Płockiego. W 1991 roku był jednym ze współzałożycieli Społecznej Fundacji Miasta Kutna. W 1993 roku był inicjatorem nadania Jeremiemu Przyborze tytułu Honorowego Starosty Kutnowskiego. W latach 1993–1998 sprawował funkcję przewodniczącego zarządu Związku Gmin Regionu Kutnowskiego. W latach 1998–1999 był koordynatorem zespołu prawnego w Departamencie Reform Ustrojowych Państwa Kancelarii Prezesa Rady Ministrów oraz doradcą Ministra Zdrowia, a ponadto przewodniczącym Zespołu ds. Reform Ustrojowych Państwa Krajowej Rady Radców Prawnych. W 2000 roku był inicjatorem powstania i pierwszym kierownikiem sekcji koszykówki męskiej przy Akademickim Związku Sportowym Wyższej Szkoły Gospodarki Krajowej w Kutnie. W latach 2001–2007 był radcą prawnym Rzecznika Praw Dziecka.
Od 2011 roku był dyrektorem Instytutu Organizacji Ochrony Zdrowia Uczelni Łazarskiego, a po dokonanych przez władze uczelni przekształceniach organizacyjnych, w 2013 roku został mianowany p.o. dyrektora Instytutu Prawa Ochrony Zdrowia Uczelni Łazarskiego. Od 2015 roku pracuje jako adiunkt w Katedrze Prawa Konstytucyjnego Uczelni Łazarskiego w Warszawie, a od 2016 roku jest wykładowcą na Wydziale Prawa i Administracji tej uczelni.
W październiku 2015 roku został członkiem Narodowej Rady Rozwoju powołanej przez prezydenta Andrzeja Dudę.
12 lutego 2021 roku został powołany przez Prezydenta RP Andrzeja Dudę na członka Rady do spraw Ochrony Zdrowia.

## Wybrane publikacje
- Organizacja ochrony zdrowia w Rzeczypospolitej Polskiej w świetle obowiązującego ustawodawstwa (wraz z Hubertem Izdebskim), wyd. Iuris, Warszawa 2001.
- Prawa dziecka jako pacjenta (wraz z Tomaszem Rekiem), wyd. Biuro Rzecznika Praw Dziecka, 2003.
- Samorząd Terytorialny w systemie ochrony zdrowia, wyd. Municipium, Warszawa 2005.
- Samorządowy model systemu ochrony zdrowia. Kompromis polityczny i alternatywa dla centralizacji. Materiał do dyskusji, wyd. Instytut Spraw Publicznych, Warszawa 2005.
- Ustawa zakładach opieki zdrowotnej. Komentarz (wraz z Tomaszem Rekiem), wyd. Wolters Kluwer, Warszawa 2007[2] (I wydanie, wznawiane).
- Ustawa o działalności leczniczej. Komentarz (wraz z Tomaszem Rekiem), wyd. Wolters Kluwer, Warszawa 2012 (I wydanie, wznawiane)[2].
- Prawo Publiczne Ochrony Zdrowia (wraz z Hubertem Izdebskim i Tomaszem Rekiem), wyd. Wolters Kluwer, Warszawa 2014.
- Dziecko – pacjent i świadczeniobiorca. Poradnik prawny (wraz z Hubertem Izdebskim i Tomaszem Rekiem), wyd. Wolters Kluwer, Warszawa 2015[2].
- Diagnoza istniejącej organizacji i funkcjonowania systemu zdrowia publicznego w Polsce. Prawne aspekty organizacji i funkcjonowania systemu zdrowia publicznego w Polsce (wraz z Hubertem Izdebskim), Warszawa 2015[12].
- Ustawa o zdrowiu publicznym. Komentarz (wraz z Hubertem Izdebskim i Tomaszem Rekiem), wyd. Wolters Kluwer, Warszawa 2016[2].
- Konstytucyjne prawo dziecka do szczególnej opieki zdrowotnej, wyd. Wolters Kluwer, Warszawa 2016[2].
- Model zarządzania zdrowiem populacji i funkcjonowania systemu zdrowia publicznego w Polsce: Modelowe rozwiązania dotyczące pożądanej organizacji i funkcjonowania zdrowia publicznego w Polsce aspekty prawne (wraz z Hubertem Izdebskim), Warszawa 2017[12].
- System Prawa Medycznego. Tom 3 Organizacja systemu ochrony zdrowia, wyd. Beck, Warszawa 2020.